# اوگین گالکوویچ
اوگین گالکوویچ (انگلیسی: Eugene Galeković؛ زادهٔ ۱۲ ژوئن ۱۹۸۱) یک بازیکن فوتبال اهل استرالیا است.
وی همچنین در تیم ملی فوتبال استرالیا بازی کرده‌است.